# M. J. Frankovich

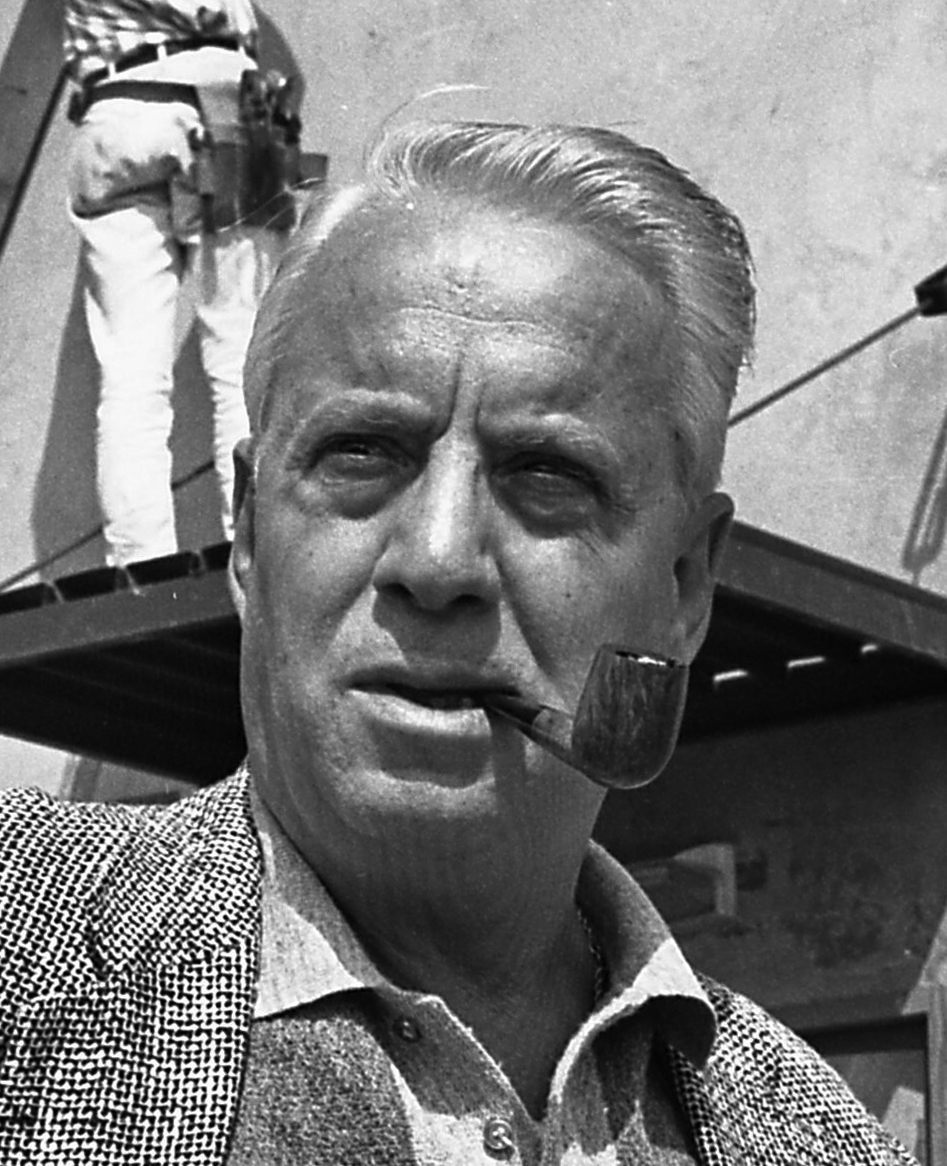
M. J. Frankovich (1965)

Mitchell John „Mike“ Frankovich (* 29. September 1909 in Bisbee, Arizona; † 1. Januar 1992 in Los Angeles, Kalifornien) war ein US-amerikanischer Filmproduzent und Filmschauspieler, der 1984 mit dem Jean Hersholt Humanitarian Award ausgezeichnet wurde, einem Ehrenoscar, den er für seine humanitäre Hilfe erhielt.

## Biografie
Frankovich, Adoptivsohn von Joe E. Brown und dessen Frau Kathryn, besuchte die Belmont High School in Los Angeles und studierte an der University of California (UCLA) in Los Angeles. Er spielte im Team der UCLA Football und wurde 1986 in deren Athletic Hall of Fame aufgenommen. Zeitweise arbeitete er auch als Sportkommentator und technischer Berater für Sportfilme. Ende der 1930er-Jahre war er Produzent bei Republic Pictures. Im Zeitraum 1935 wirkte Frankovich in dreizehn Filmen als Schauspieler mit. Er verkörperte dort ganz überwiegend kleinere Rollen als Spieler, Ansager oder Manager. In seinem ersten Film, dem Drama Helden von heute von 1935, war er als Footballspieler besetzt. Sein letzter Auftritt als Schauspieler war der eines Auktionators in dem Western Son of Zorro. Als Produzent trat Frankovich 1947 erstmals mit dem Action-Krimidrama The Black Widow in Erscheinung. Im Film geht es um den Detektiv Steve Colt, der den Tod einer Gruppe von Wissenschaftlern untersuchen soll, die an einem Atomraketenentwicklungsprojekt arbeiteten. Im darauffolgenden Jahr produzierte Frankovich den Action-Kriminalfilm G-Men Never forget in dem ein weiblicher Detektiv-Sergeant Schläger verfolgt, ohne zu wissen, dass der ihr vorgesetzte Polizeichef in Wahrheit ein durch plastische Chirurgie veränderter Bandenchef ist.
Frankovich diente im Zweiten Weltkrieg im United States Army Air Corps und zog nach Kriegsende mit seiner Frau nach Europa. In erster Ehe war er von 1938 bis 1940 mit Georgiana Feagans verheiratet. Seine zweite Frau, die Schauspielerin Binnie Barnes, heiratete er einen Tag nach seiner im September 1940 erfolgten Scheidung. Anlässlich der Hochzeit wollte die Kolumnistin Louella Parsons von Barnes wissen, wieso ein so nettes katholisches Mädchen einen so schrecklichen Juden wie Frankovich heiraten könne. Offenbar wusste sie nicht, dass Barnes jüdischen Glaubens war und Frankovich katholisch. Nachdem Frankovich als Produzent Fuß gefasst hatte, verbot er Parsons, Dreharbeiten beizuwohnen, an denen er oder seine Frau beteiligt waren. Frankovich ist der Vater der Drehbuchautoren Mike Frankovich junior und Peter Frankovich und einer Tochter.
Frankovich wurde 1955 Geschäftsführer von Columbia Pictures in Großbritannien. In diese Zeit fallen Filme wie beispielsweise Die Brücke am Kwai (1957), Die Kanonen von Navarone (1961) und Lawrence von Arabien (1962). 1964 kehrte das Ehepaar nach Los Angeles zurück, wo Frankovich als Vizepräsident bei Columbia für Filme wie Cat Ballou – Hängen sollst du in Wyoming (1965), Ein Mann zu jeder Jahreszeit (1966), Rat mal, wer zum Essen kommt (1967), Junge Dornen (1967) und Kaltblütig (1967) Mitverantwortung trug. Seine Position als Vizepräsident bei Columbia Pictures gab Frankovich 1968 auf, um unabhängiger Produzent bei Columbia zu werden. Zu seinen Filmen gehören unter anderem: Verschollen im Weltraum (1969), Die Kaktusblüte (1969), Krieg im Spiegel (1969), Ein Mädchen in der Suppe (1970), Schmetterlinge sind frei (1972), und Vierzig Karat (1972). Im letztgenannten Film arbeitete er, wie bereits mehrfach in der Vergangenheit, wiederum mit seiner Frau Binnie Barnes zusammen, die neben Liv Ullmann, Edward Albert und Grace Kelly eine der Hauptrollen spielte. Es war Barnes’ letzte Rolle in einem Film. 1976 produzierte Frankovich den Spätwestern Der letzte Scharfschütze mit John Wayne in seiner letzten Rolle und James Stewart in seinem letzten Western.
Frankovich, der in den Vereinigten Staaten auch als „Big Mike“ tituliert wurde, setzte sich dafür ein, die American-Football-Mannschaft Los Angeles Raiders und die Olympischen Sommerspiele 1984 nach Los Angeles zu holen. Zudem war er seit dessen Gründung Mitglied des American Film Institute und Treuhänder der UCLA Foundation sowie des St. John’s Hospital Health Center in Los Angeles und des Variety Clubs International, einer Wohltätigkeitsorganisation, die sich für Kinder einsetzt.
Frankovichs Ehe mit Binnie Barnes hielt bis zu seinem am Neujahrstag 1992 erfolgten Tod. Er starb im Alter von 82 Jahren an den Folgen einer Lungenentzündung. Zu diesem Zeitpunkt litt er nach Aussagen von Familienangehörigen zudem an Alzheimer. Sein Grab befindet sich im Forest Lawn Memorial Park in Glendale im Los Angeles County.

## Filmografie (Auswahl)

### Schauspieler
- 1935: Helden von heute (West Point of the Air)
- 1936: The Adventures of Frank Merriwell
- 1940: Yesterday’s Heroes
- 1940: This Thing Called Love
- 1941: Buck Privates
- 1941: Hier ist John Doe (Meet John Doe)
- 1941: Wets Point Widow
- 1946: Rendezvous with Annie
- 1947: Son of Zorro

### Produzent
- 1947: Jesse James reitet wieder (Jesse James Rides Again)
- 1947: The Black Widow
- 1948: G-Men Never Forget
- 1948: Dangers of the Canadian Mounted
- 1950: Der Weg ins Verderben (La strada buia/Fugitive Lady)
- 1953: Boccaccios große Liebe (Decameron Nights)
- 1954: Feuer über Afrika (Malaga – Fire over Africa)
- 1955: Zwischen Haß und Liebe (Footsteps to the Fog)
- 1955: Legion der Hölle (Joe MacBeth)
- 1956: Soho Incident
- 1962: Wir alle sind verdammt (The War Lover)
- 1966: R.C.M.P. and the Treasure of Genghis Khan (Fernsehfilm)
- 1969: Bob & Carol & Ted & Alice
- 1969: Verschollen im Weltraum (Marooned)
- 1969: Die Kaktusblüte (Cactus Flower)
- 1970: Krieg im Spiegel (The Looking Glass War)
- 1970: The 42nd Annual Academy Awards (Fernsehspecial)
- 1970: Ein Mädchen in der Suppe (There’s a Girl in My Soup)
- 1971: Frauen der Ärzte (Doctors’ Wives)
- 1971: Die Liebesmaschine (The Love Machine)
- 1971: Der Millionenraub (Dollars/$)
- 1972: Jede Stimme zählt (Stand Up and Be Counted)
- 1972: Schmetterlinge sind frei (Butterflies Are Free)
- 1973: Vierzig Karat (40 Carats)
- 1973: Bob & Carol & Ted & Alice (Fernsehserie, Folge 1 und 6)
- 1975: Der einsame Job (Report to the Commissioner)
- 1976: Zwischen Zwölf und Drei (From Noon till Three)
- 1976: Der letzte Scharfschütze (The Shootist)
- 1978: Ziegfeld: The Man and His Woman (Fernsehfilm)
- 1984: All-Star Party for Lucille Ball (Fernsehspecial)
- 1985: All-Star Party for ‚Dutch‘ Reagan (Fernsehspecial)
- 1986: All-Star Party for Clint Eastwood (Fernsehspecial)

## Auszeichnungen
Laurel Awards
- 1970: Nominiert für den Golden Laurel in der Kategorie „Bester Produzent“
- 1971: Auszeichnung Goldener Laurel in der Kategorie „Bester Produzent“

Oscarverleihung 1984
- Auszeichnung mit einem Ehrenoscar, dem Jean Hersholt Humanitarian Award, überreicht von Frank Sinatra